# ルカ・マリネッリ
ルカ・マリネッリ（Luca Marinelli, 1984年10月22日 - ）は、イタリアの俳優である。
2015年公開の映画『皆はこう呼んだ、鋼鉄ジーグ』でダヴィッド・ディ・ドナテッロ助演男優賞を受賞した。

## 略歴
ローマ出身。2009年にシルヴィオ・ダミーコ国立演劇芸術アカデミーを卒業する。 
2010年、アルバ・ロルヴァケルとともにサヴェリオ・コスタンツォ（Saverio Costanzo）監督作『素数たちの孤独』の主演に抜擢され注目を集める。 
2013年にはパオロ・ソレンティーノ監督作『グレート・ビューティー/追憶のローマ』に出演したほか、パオロ・ヴィルズィ監督作『来る日も来る日も』でダヴィッド・ディ・ドナテッロ主演男優賞、ナストロ・ダルジェント主演男優賞およびイタリア・ゴールデングローブ最優秀男優賞にノミネートされる。また同年、第63回ベルリン国際映画祭にてシューティングスター賞を受賞する。 
2015年、クラウディオ・カリガーリ（Claudio Caligari）の最後の長編監督作となった『Non essere cattivo』に主演し、第72回ヴェネツィア国際映画祭にてパシネッティ賞最優秀男優賞を受賞したほか、共演のアレッサンドロ・ボルギとともに再びダヴィッド・ディ・ドナテッロ主演男優賞にノミネートされる。また、同年公開のガブリエーレ・マイネッティ監督作『皆はこう呼んだ、鋼鉄ジーグ』で悪役ジンガロ（Zingaro）を演じて好評を博し、ダヴィッド・ディ・ドナテッロ助演男優賞、ナストロ・ダルジェント助演男優賞およびイタリア・ゴールデングローブ最優秀男優賞を受賞する。 
2017年、ヴィットリオ・タヴィアーニの遺作となったタヴィアーニ兄弟監督作『ある個人的な問題 レインボウ』に主演する。 
2018年には、シンガーソングライターのファブリツィオ・デ・アンドレ（Fabrizio De André）の伝記映画『Fabrizio De André - Principe libero』に主演し、ダヴィッド・ディ・ドナテッロ主演男優賞にノミネートされる。また同年、ダニー・ボイル監督のテレビシリーズ『TRUST/トラスト ゲティ家のスキャンダル』にジョン・ポール・ゲティ3世誘拐事件の実行犯プリモ（Primo）役で出演する。 
2019年にはヴァレリオ・ミエーリ（Valerio Mieli）監督作『憶えてる？』に主演する。また、同年、ジャック・ロンドンの自伝的小説に基づくピエトロ・マルチェッロ監督作『マーティン・エデン』に主演し、第76回ヴェネツィア国際映画祭にてヴォルピ杯男優賞（最優秀男優賞）を受賞した。  
2020年、第70回ベルリン国際映画祭にて審査員を務める。7月10日よりシャーリーズ・セロン、キキ・レイン、マーワン・ケンザリ、マティアス・スーナールツらと共演したジーナ・プリンス＝バイスウッド監督のアクション映画『オールド・ガード』がNetflixで配信される。  
2022年にはパオロ・コニェッティの同名小説に基づくフェリックス・ヴァン・フルーニンゲン、シャルロッテ・ファンデルメールシュ監督作『帰れない山』にアレッサンドロ・ボルギとともに主演する。  

## 私生活
父のエウジェニオ・マリネッリ（Eugenio Marinelli）および叔母のソニア・スコッティ（Sonia Scotti）はともに声優である。2012年より、テレビ映画『新約聖書 ～イエスと二人のマリア～』で共演したドイツ人女優アリッサ・ユング（Alissa Jung）と結婚しており、現在はベルリン在住である。

## フィルモグラフィー

### 映画
| 公開年 | 邦題 原題                                              | 役名                                | 備考                                             |
| ------ | ------------------------------------------------------ | ----------------------------------- | ------------------------------------------------ |
| 2010   | 素数たちの孤独 La solitudine dei numeri primi          | マッティア                          | 第23回東京国際映画祭にて上映                     |
| 2011   | L'ultimo terrestre                                     | ロベルタ                            |                                                  |
| 2011   | Waves                                                  | ガブリエーレ                        |                                                  |
| 2011   | ニーナ ローマの夏休み Nina                             | ファブリツィオ                      |                                                  |
| 2012   | 来る日も来る日も Tutti i santi giorni                  | グイド                              | イタリア映画祭2013にて上映                       |
| 2012   | 新約聖書 ～イエスと二人のマリア～ Maria di Nazaret     | ヨセフ                              | テレビ映画                                       |
| 2013   | グレート・ビューティー/追憶のローマ La grande bellezza | アンドレア                          |                                                  |
| 2013   | Il mondo fino in fondo                                 | ロリス                              |                                                  |
| 2015   | Non essere cattivo                                     | チェーザレ                          |                                                  |
| 2015   | 皆はこう呼んだ、鋼鉄ジーグ Lo chiamavano Jeeg Robot    | ジンガロ                            |                                                  |
| 2016   | SLAM/スラム Slam - Tutto per una ragazza               | ヴァレリオ                          |                                                  |
| 2017   | イタリアの父 Il padre d'Italia                         | パオロ                              | イタリア映画祭2018にて上映                       |
| 2017   | Lasciati andare                                        | エットレ                            |                                                  |
| 2017   | ある個人的な問題 レインボウ Una questione privata      | ミルトン                            | 第30回東京国際映画祭上映時タイトル『レインボウ』 |
| 2018   | Fabrizio De André - Principe libero                    | ファブリツィオ・デ・アンドレ        |                                                  |
| 2019   | 憶えてる？ Ricordi?                                    | パオロ                              | イタリア映画祭2019にて上映                       |
| 2019   | マーティン・エデン Martin Eden                         | マーティン・エデン                  |                                                  |
| 2020   | オールド・ガード The Old Guard                         | ニッキー / ニコロ・ディ・ジェノヴァ | Netflixオリジナル作品                            |
| 2021   | ディアボリック Diabolik                                | ディアボリック                      | イタリア映画祭2022にて上映                       |
| 2022   | 帰れない山 Le otto montagne                            | ピエトロ                            |                                                  |

### テレビ
| 放映年 | 邦題 原題                                   | 役名       | 備考        |
| ------ | ------------------------------------------- | ---------- | ----------- |
| 2008   | I Cesaroni                                  |            |             |
| 2008   | Provaci ancora prof!                        |            | 1エピソード |
| 2009   | Butta la luna                               | イッポリト | 6エピソード |
| 2016   | Die Pfeiler der Macht                       |            |             |
| 2018   | TRUST/トラスト ゲティ家のスキャンダル Trust | プリモ     | 8エピソード |

### ミュージックビデオ
- Giorgio Poi「Niente di strano」（2016年）

## 舞台
- Amen（2006年）
- フェイドラの恋（2007年）
- Tempo scaduto（2008年）
- I Blues（2008年）
- I Mostri Di Fedra（2008年）
- ナクソス島のアリアドネ（2008年）
- Waterproof（2008年）
- I Monologhi（2008年）
- テーバイ攻めの七将（2008年）
- Fantasia Allerchina（2009年）
- 真夏の夜の夢（2009年 - 2010年、2011年 - 2012年）

## オーディオブック
- フィリップ・ロス『ポートノイの不満』（2017年）

## 主な受賞
- ダヴィッド・ディ・ドナテッロ助演男優賞（2016年） 『皆はこう呼んだ、鋼鉄ジーグ』
- ナストロ・ダルジェント特別賞（2014年） 『グレート・ビューティー/追憶のローマ』
- ナストロ・ダルジェント助演男優賞（2016年） 『皆はこう呼んだ、鋼鉄ジーグ』
- ナストロ・ダルジェント賞ペルソル賞（2016年）
- チャック・ドーロ賞助演男優賞（2016年） 『皆はこう呼んだ、鋼鉄ジーグ』
- チャック・ドーロ賞助演男優賞（2017年） 『SLAM/スラム』および『Lasciati andare』
- 第72回ヴェネツィア国際映画祭パシネッティ最優秀男優賞（2015年） 『Non essere cattivo』
- 第76回ヴェネツィア国際映画祭ヴォルピ杯男優賞（2019年）　『マーティン・エデン』